# Amarillo Wranglers
Die Amarillo Wranglers waren ein US-amerikanisches Eishockeyfranchise der Central Hockey League aus Amarillo, Texas.

## Geschichte
Die Amarillo Wranglers nahmen zur Saison 1968/69 den Spielbetrieb in der Central Hockey League auf. In ihrer ersten Spielzeit verpasste die Mannschaft als Vierter der South Division noch knapp die Playoffs um den Adams Cup, wurde jedoch daraufhin für die folgende Spielzeit aus finanziellen Gründen inaktiv. Zur Saison 1970/71 kehrten die Wranglers in die CHL zurück, wurden jedoch abgeschlagen mit nur 14 Siegen bei 72 Spielen Tabellenletzter und verpassten erneut die Playoffs. Anschließend wurde das Franchise aufgelöst.
Es dauerte über zwei Jahrzehnte bis 1996 mit den Amarillo Rattlers aus der Western Professional Hockey League wieder ein professionelles Eishockeyteam in der Stadt angesiedelt wurde.

## Saisonstatistik
Abkürzungen: GP = Spiele, W = Siege, L = Niederlagen, T = Unentschieden, OTL = Niederlagen nach Overtime SOL = Niederlagen nach Shootout, Pts = Punkte, GF = Erzielte Tore, GA = Gegentore, PIM = Strafminuten
| Saison  | GP | W  | L  | T  | OTL | SOL | Pts | GF  | GA  | Platz     | Playoffs           |
| 1968–69 | 72 | 29 | 32 | 11 | —   | —   | 69  | 238 | 252 | 4., South | nicht qualifiziert |
| 1970–71 | 72 | 14 | 47 | 11 | —   | —   | 39  | 216 | 329 | 7., CHL   | nicht qualifiziert |